# Raimundo del Río Castillo
Raimundo del Río Castillo (Santiago, 4 de septiembre de 1884-Santiago, 19 de marzo de 1965) fue un abogado y político chileno, miembro del Partido Liberal (PL). Se desempeñó como ministro de Educación Pública durante el gobierno del presidente radical Pedro Aguirre Cerda; entre junio y octubre de 1941.

## Familia y estudios
Nació en Santiago, el 4 de septiembre de 1884, hijo del abogado José Raimundo del Río Soto Aguilar, quien fuera ministro de Hacienda en 1906 y director de la Caja de Ahorros de Empleados Públicos, y de María Elena Castillo Urizar.
Realizó sus estudios primarios y parte de los secundarios, en el Colegio de los Sagrados Corazones de Santiago; finalizándolos en el Instituto Nacional. Continuó los superiores en la carrera de derecho en la Universidad de Chile, egresando como abogado en 1916. Ejerció como académico en esa casa de estudios.
Se casó con Berta Huneeus Lavín, hija del exparlamentario Jorge Huneeus Gana.

## Vida pública
Fue miembro del Instituto de Ciencias Penales, siendo su presidente en 1935. Más tarde, en el gobierno del presidente Pedro Aguirre Cerda, fue nombrado como vicepresidente de la Comisión Chilena al Congreso de Criminología de Buenos Aires, Argentina, en 1938. Volvió a ejercer el mismo cargo en 1941, pero con sede en Santiago de Chile.
El 10 de junio de ese mismo año, fue designado por Aguirre Cerda como ministro de Educación Pública, cargo que ejerció hasta el 6 de octubre de 1941.
Con ocasión del gobierno de Juan Antonio Ríos, fue nombrado como abogado integrante de la Corte Suprema, entre 1944 y 1945.
Posteriormente, fue elegido como decano, de la Facultad de Ciencias Jurídicas y Sociales de la Universidad de Chile, en 1946, 1952, 1955 y 1956. Durante su período en la facultad, se creó la Editorial Jurídica de Chile, de la cual fue presidente.
Falleció en Santiago de Chile, el 19 de marzo de 1965.

## Obra escrita
Fue autor de las siguientes obras:
- Derecho penal (1915).
- El problema penal (1916).
- Derecho internacional (1916).
- Derecho penal (1935).
  - Tomo I: la teoría y la historia
  - Tomo II: legislación penal: parte general
  - Tomo III: legislación penal: delitos especiales.
- Explicaciones de derecho penal. II tomos (1945).
- Fundamentos legales del estado docente en Chile (1954).